# Villebret
Villebret é uma comuna francesa na região administrativa de Auvérnia-Ródano-Alpes, no departamento Allier. Estende-se por uma área de 15,45 km². Em 2010 a comuna tinha 1 355 habitantes (densidade: 87,7 hab./km²).